# Wieger Mensonides
Wieger Emile Mensonides, född 12 juli 1938 i Haag, är en nederländsk före detta simmare.
Mensonides blev olympisk bronsmedaljör på 200 meter bröstsim vid sommarspelen 1960 i Rom.